# 벌집 (1969년 영화)
벌집(La Madriguera, Honeycomb)은 스페인에서 제작된 카를로스 사우라 감독의 1969년 영화이다. 제랄딘 채플린 등이 주연으로 출연하였고 일라이어스 퀘레헤타 등이 제작에 참여하였다. 제19회 베를린 국제영화제에 출품되었다.

## 출연

### 주연
- 제랄딘 채플린
- 페르 오스카르손

### 조연
- 에밀리아노 레돈도
- 테레사 델 리오
- 마리아 엘레나 플로리스